# Campeonato Europeu de Futebol Sub-19 de 2017
O Campeonato Europeu de Futebol Sub-19 de 2017, mais referido como Euro Sub-19 de 2017, foi a 16ª edição da competição organizada pela UEFA para jogadores com até 19 anos de idade. O evento foi realizado na Geórgia entre os dias 2 e 15 de julho de 2017.
O torneio foi disputado por 8 equipes constituídas por 18 jogadores nascidos em ou após o dia 1 de janeiro de 1998.

## Eliminatórias
As seleções nacionais dos 54 membros da UEFA participaram na qualificação. A Geórgia qualificou-se como anfitrião enquanto as restantes 53 seleções disputaram as 7 vagas. A qualificação consistiu em duas rondas: a Ronda de qualificação, que aconteceu no outono de 2016, e a Ronda de elite, que ocorreu na primavera de 2017. 

### Equipes classificadas
As seguintes oito equipes qualificaram-se para a fase final do torneio:
Nota: As estatísticas incluem apenas a era Sub-19 (desde 2002).
| País          | Método de qualificação | Fases Finais | Última qualificação | Melhor classificação                    |
| ------------- | ---------------------- | ------------ | ------------------- | --------------------------------------- |
| Geórgia       | Anfitrião              | 2            | 2013                | Fase de grupos (2013)                   |
| Países Baixos | Vencedor Grupo 1       | 5            | 2016                | Fase de grupos (2010, 2013, 2015, 2016) |
| Alemanha      | Vencedor Grupo 2       | 9            | 2016                | Campeão (2008, 2014)                    |
| Inglaterra    | Vencedor Grupo 3       | 9            | 2016                | Vice-campeão (2005, 2009)               |
| Portugal      | Vencedor Grupo 4       | 9            | 2016                | Vice-campeão (2003, 2014)               |
| Bulgária      | Vencedor Grupo 5       | 3            | 2014                | Fase de grupos (2008, 2014)             |
| Tchéquia      | Vencedor Grupo 6       | 6            | 2011                | Vice-campeão (2011)                     |
| Suécia        | Vencedor Grupo 7       | 1            | —                   | Estreante                               |

### Sorteio final
O sorteio final foi realizado em 13 de abril de 2017, às 14:00 (UTC+4), no Salão nobre do Hotels & Preference Hualing em Tiblíssi, Geórgia. As oito equipes foram sorteadas por dois grupos de quatro equipes. A anfitriã Geórgia foi colocada na posição 1 no Grupo A.

## Sedes
| Tiblíssi               | Gori                      | Rustavi            | Misqueta          |
| ---------------------- | ------------------------- | ------------------ | ----------------- |
| Estádio Mikheil Meskhi | Estádio Tengiz Burjanadze | Estádio Poladi     | Mtskheta Park     |
| Capacidade: 27.232     | Capacidade: 8.230         | Capacidade: 10.720 | Capacidade: 2.000 |
|                        |                           |                    |                   |

## Árbitros
Seis árbitros, oito árbitros assistentes e dois quartos-árbitros.
| Árbitros - DEN Mads-Kristoffer Kristoffersen - ITA Davide Massa - NOR Ola Hobber Nilsen - RUS Sergey Lapochkin - SRB Srdjan Jovanović - TUR Ali Palabiyik | Árbitros assistentes - ALB Denis Rexha - BLR Yury Khomchanka - BEL Thibaud Nijssen - EST Silver Koiv - HUN Balázs Buzás - LUX Daniel Da Costa - SCO Graeme Stewart - UKR Igor Alokhin | Quartos árbitros - GEO Giorgi Kruashvili - GEO George Vadachkoria |

## Fase de grupos
|  | Equipes classificadas para a semifinal |
|  | Equipes eliminadas                     |

### Grupo A
| Pos. | Seleção  | P | J | V | E | D | GP | GC | SG |
| ---- | -------- | - | - | - | - | - | -- | -- | -- |
| 1    | Portugal | 7 | 3 | 2 | 1 | 0 | 5  | 3  | +2 |
| 2    | Tchéquia | 6 | 3 | 2 | 0 | 1 | 5  | 3  | +2 |
| 3    | Geórgia  | 3 | 3 | 1 | 0 | 2 | 2  | 4  | −2 |
| 4    | Suécia   | 1 | 3 | 0 | 1 | 2 | 4  | 6  | −2 |

| 2 de julho de 2017 | Suécia       | 1 – 2     | Tchéquia        | Mikheil Meskhi-2, Tiblíssi    |
| 15:30              | Gyökeres 77' | Relatório | Turyna 42', 55' | Árbitro: RUS Sergey Lapochkin |

| 2 de julho de 2017 | Geórgia | 0 – 1     | Portugal            | Tengiz Burjanadze Stadioni, Gori |
| 18:00              |         | Relatório | Rui Pedro 66' (pen) | Árbitro: ITA Davide Massa        |

| 5 de julho de 2017 | Geórgia                         | 2 – 1     | Suécia       | Mikheil Meskhi Stadioni, Tiblíssi |
| 15:30              | Kokhreidze 3' · Chakvetadze 31' | Relatório | Gyökeres 47' | Árbitro: SRB Srdjan Jovanović     |

| 5 de julho de 2017 | Tchéquia     | 1 – 2     | Portugal                | David Petriashvili Stadium, Tiblíssi |
| 18:00              | Graiciar 40' | Relatório | Djú 35' · Rui Pedro 74' | Árbitro: TUR Ali Palabıyık           |

| 8 de julho de 2017 | Tchéquia                    | 2 – 0     | Geórgia | Mikheil Meskhi Stadioni, Tiblíssi          |
| 18:00              | Šašinka 45+1' · Havelka 70' | Relatório |         | Árbitro: DEN Mads-Kristoffer Kristoffersen |

| 8 de julho de 2017 | Portugal                         | 2 – 2     | Suécia | Tengiz Burjanadze Stadioni, Gori |
| 18:00              | Leão 70' · João Filipe 87' (pen) | Relatório |        | Árbitro: NOR Ola Hobber Nilsen   |

### Grupo B
| Pos. | Seleção       | P | J | V | E | D | GP | GC | SG |
| ---- | ------------- | - | - | - | - | - | -- | -- | -- |
| 1    | Inglaterra    | 9 | 3 | 3 | 0 | 0 | 7  | 1  | +6 |
| 2    | Países Baixos | 4 | 3 | 1 | 1 | 1 | 5  | 3  | +2 |
| 3    | Alemanha      | 3 | 3 | 1 | 0 | 2 | 5  | 8  | −3 |
| 4    | Bulgária      | 1 | 3 | 0 | 1 | 2 | 1  | 6  | −5 |

| 3 de julho de 2017 | Bulgária | 0 – 2     | Inglaterra               | Mikheil Meskhi Stadioni, Tiblíssi |
| 15:30              |          | Relatório | Mount 1' · Sessegnon 48' | Árbitro: NOR Ola Hobber Nilsen    |

| 3 de julho de 2017 | Alemanha   | 1 – 4     | Países Baixos                    | David Petriashvili Stadium, Tiblíssi       |
| 18:00              | Barkok 46' | Relatório | Piroe 49', 65', 79' · Grot 90+1' | Árbitro: DEN Mads-Kristoffer Kristoffersen |

| 6 de julho de 2017 | Inglaterra   | 1 – 0     | Países Baixos | Mikheil Meskhi Stadioni, Tiblíssi |
| 15:30              | Brereton 84' | Relatório |               | Árbitro: ITA Davide Massa         |

| 6 de julho de 2017 | Alemanha                                        | 3 – 0     | Bulgária | Tengiz Burjanadze Stadioni, Gori |
| 18:00              | Amenyido 10' · Gül 19' (pen) · Friede 54' (pen) | Relatório |          | Árbitro: RUS Sergey Lapochkin    |

| 9 de julho de 2017 | Países Baixos | 1 – 1     | Bulgária  | Tengiz Burjanadze Stadioni, Gori |
| 18:00              | Kongolo 50'   | Relatório | Rusev 55' | Árbitro: SRB Srdjan Jovanović    |

| 9 de julho de 2017 | Inglaterra                                   | 4 – 1     | Alemanha        | David Petriashvili Stadium, Tiblíssi |
| 18:00              | Brereton 52' (pen), 55' · Sessegnon 80', 84' | Relatório | Warschewski 76' | Árbitro: TUR Ali Palabıyık           |

## Fase final
|  | Semifinal     | Semifinal  |   |  | Final       | Final |  |
|  |               |            |   |  |             |       |  |
|  | 12 de julho   |            |   |  |             |       |  |
|  | Portugal      | 1          |   |  |             |       |  |
|  | Países Baixos | 0          |   |  |             |       |  |
|  |               |            |   |  |             |       |  |
|  |               |            |   |  | 15 de julho |       |  |
|  |               |            |   |  | Portugal    | 1     |  |
|  |               | Inglaterra | 2 |  |             |       |  |
|  |               |            |   |  |             |       |  |
|  |               |            |   |  |             |       |  |
|  |               |            |   |  |             |       |  |
|  | 12 de julho   |            |   |  |             |       |  |
|  | Inglaterra    | 1          |   |  |             |       |  |
|  | Tchéquia      | 0          |   |  |             |       |  |

### Semifinais
| 12 de julho | Portugal             | 1 – 0     | Países Baixos | David Petriashvili Stadium, Tbisili        |
| 15:00       | Gedson Fernandes 24' | Relatório |               | Árbitro: DEN Mads-Kristoffer Kristoffersen |

| 12 de julho | Inglaterra   | 1 – 0     | Tchéquia | Mikheil Meskhi Stadioni, Tbisili |
| 18:00       | Nmecha 90+3' | Relatório |          | Árbitro: ITA Davide Massa        |

### Final
| 15 de julho | Portugal     | 1 – 2     | Inglaterra               |                               |
| 20:00       | Sterling 56' | Relatório | Suliman 50' · Nmecha 68' | Árbitro: SRB Srdjan Jovanović |

## Premiação
| Campeonato Europeu Sub-19 2017 |
| ------------------------------ |
| INGLATERRA Campeão (10 título) |

| Jogador de Ouro | Jogador de Ouro | Jogador de Ouro |
| --------------- | --------------- | --------------- |
| ENG Mason Mount |                 |                 |

### Equipe do torneio
| Posição    | Jogador            | Seleção       |
| ---------- | ------------------ | ------------- |
| Goleiros   | Justin Bijlow      | Países Baixos |
| Goleiros   | Diogo Costa        | Portugal      |
| Defensores | Dujon Sterling     | Inglaterra    |
| Defensores | Diogo Dalot        | Portugal      |
| Defensores | Diogo Queirós      | Portugal      |
| Defensores | Abdu Conté         | Portugal      |
| Defensores | Alex Král          | Tchéquia      |
| Meias      | Tayo Edun          | Inglaterra    |
| Meias      | Rui Pires          | Portugal      |
| Meias      | Giorgi Kutsia      | Geórgia       |
| Meias      | Mason Mount        | Inglaterra    |
| Meias      | Ondřej Šašinka     | Tchéquia      |
| Atacantes  | Javairo Dilrosun   | Países Baixos |
| Atacantes  | Mesaque Dju        | Portugal      |
| Atacantes  | Ryan Sessegnon     | Inglaterra    |
| Atacantes  | Giorgi Chakvetadze | Geórgia       |
| Atacantes  | Rui Pedro          | Portugal      |
| Atacantes  | Viktor Gyökeres    | Suécia        |

Fonte:

## Estatísticas

### Artilharia
3 gols (4)
- ENG Ben Brereton
- ENG Ryan Sessegnon
- NED Joël Piroe
- SWE Viktor Gyökeres

2 gols (3)
- CZE Daniel Turyna
- ENG Lukas Nmecha
- POR Rui Pedro

1 gol (17)
- CZE Martin Graiciar
- CZE Filip Havelka
- CZE Ondřej Šašinka
- ENG Mason Mount
- ENG Easah Suliman
- GEO Giorgi Chakvetadze
- GEO Giorgi Kokhreidze
- GER Etienne Amenyido
- GER Aymen Barkok
- GER Sidney Friede
- GER Gökhan Gül
- NED Jay-Roy Grot
- POR Mésaque Djú
- POR João Filipe
- POR Rafael Leão
- POR Gedson Fernandes
- SWE Jesper Karlsson

Gol contra (1)
- ENG Dujon Sterling (para  Portugal)